# Dörperliche Dichtung
Die Dörperliche Dichtung (auch Dörperdichtung, Dörperliche Poesie, Dörperlieder) ist eine Gattung des Minnesangs. Das Wort dörperlich stammt von mittelniederdeutsch dörper; entsprechende Lautformen sind in mittelhochdeutsch dorfære, dörfer, dörfler, woraus sich im 16. Jahrhundert „Tölpel“, im Sinn von „dummer Mensch, Tollpatsch“, entwickelt hat (vermutlich zurückgebildet dem geläufigeren dörperheit). Mittelniederdeutsch dorper ist seinerseits eine Lehnübersetzung von altfranzösisch vilain. Als Begründer der Dörperlieder gilt Neidhart.
Die Lieder, welche um die Dörper kreisen, nennt man Dörperlieder. Sie kommen vor allem in Neidharts Winterliedern vor, wobei es hier auch Ausnahmen gibt. Dabei wird ein bestimmter Themenkreis (z. B. Tanz, Leben der Dörper bzw. mit Dörpern) auf immer wieder veränderte Art gefüllt. Neidharts dörperliche Dichtung tritt im 13. Jahrhundert als Gegenbild zur Hohen Minne auf und wurde nicht für ein bäuerliches, sondern für ein höfisches Publikum verfasst.

## Die Dörper
Günther Schweikle definiert die Dörper als „außerhöfisch sich gebärdende Kunstfiguren“. Dörper sind also fiktive Personen und somit weitgehend frei von den gesellschaftlichen Konventionen ihrer Zeit. Sie können folglich ohne weiteres in ihrer fiktiven Gemeinschaft als Bauern, Verwalter oder ähnliches fungieren und trotzdem für die realen Äquivalente atypische Merkmale aufweisen. Dazu zählt z. B. das Tragen von Schwertern, bunter Kleidung usf. Grundsätzlich sind die Dörper als Kontrastfiguren zu den höfischen Figuren, wie zum Beispiel dem fiktiven Ritter Neidhart, zu sehen.
Die am häufigsten beschriebenen Eigenschaften der Dörper werden im Folgenden aufgelistet und mit möglichst repräsentativen Textstellen belegt.
Eigenschaften der Dörper
Dünkelhaftes Auftreten

Ich gevríesch bî mînen jâren nie gebûren alsô geile,

sô die selben zwêne sint und etelîcher mêr.

[…]

er mac sînen merz vil wol verkoufen.

erst aber ungewunnen, treit er sînen hiubelhuot.

– [Winterlied 11, IV]

Prunk mit Waffen

hât sîn langez swert mit einem schîbelohten knophe.

– [Winterlied 11, VI, 6]

Prunk mit Kleidung

Enge röcke tragent sî und smale schaperûne,

rôte hüete, rinkelohte schuohe, swarze hosen.

– [Winterlied 24, V, 1-2]

Streitigkeiten untereinander

Gern west ich, wie es die torper vnter einander trachten.

sie trugen pekkelhauben, darczu lange swert.

ir spottigkait, ir laster sie gar zu laster brachten

des wurdens durch die goller mer denn halb gewert.

sie stritten mit einander einen ganczen summer langen tag.

das ir geläße sahe herre Neithart, do er in dem vas bey dem wein lag.

– [Winterlied 24, Va]

Streitigkeiten mit dem Sänger

– Hier unterliegt meist der fiktive Sänger.

wie soll ich geparn.

Ich laid von engelmaren.

vngemach

das er Friderûnen

den spigel von der seyten brach

– [c 26, IX, 4-8]

Rohes Benehmen beim Tanz

[…]

daz er saz

bî ir unde ouch etewenne greif

mit der hant

hin, dâ wir daz suochen,

dâ mit wir uns bî der minne beruochen

niht nâher er erwant.

– [Winterlied 6, IV]
Das rohe Benehmen beim Tanz reicht bis zum Schlagen der Frau oder zu frechen (sexuellen) Übergriffen („frecher Griff“).

## Einteilung

### Sommer- und Winterlieder
In der Forschung wurden die Dörperlieder in Sommer- und Winterlieder eingeteilt. Dass diese Einteilung nicht immer unproblematisch ist, zeigt das als Sommerlied klassifizierte Lied Der Spiegel vnd ist ein Raye (c 26).

#### Sommerlieder
Die Sommerlieder sind durch einen sommerlichen Natureingang gekennzeichnet und stehen typischerweise in Reienstrophen. Es gibt aber auch in Stollenstrophen verfasste Sommerlieder (z. B. SL 14). Thematisiert werden meist ein freudiges Lebensgefühl, Tanz und Liebeslust. In einigen Sommerliedern werden aber auch schon die Konflikte mit den Dörpern aufgegriffen.
Ir preisset euch zen lancken

vnd strauffet ab die risen.

wir súllen es auff dem anger hewr verkiesen.

vrayen zu der lindten.

Mein gesanck ist den kinden.

woll berait.

dauon wirt manger alter

hewr ir fuß erwaicht

– [c 26, IV]
Die Sommerlieder sind im allegorischen Riuwental (Jammertal) angesiedelt, in dem der fiktive höfische Sänger lebt.

#### Winterlieder
Auch die Winterlieder sind durch einen (jedoch winterlichen) Natureingang gekennzeichnet, welcher oft als Klage über den vergangenen Sommer realisiert wird. Formal sind die Winterlieder hauptsächlich in Stollenstrophen gehalten. Die Inhalte sind durch Liebessehnsucht des fiktiven Sängers, Tanzaufforderungen und vor allem durch Berichte über die Dörper und deren Treiben geprägt. Der Sänger berichtet entweder als eine ins Dörpertreiben miteinbezogene Figur oder aus neutraler Beobachterposition. Wichtig dabei ist, dass der Sänger keine fest verankerte Rolle hat. Das Spektrum reicht vom höfischen Ritter und Tänzer bis zum armen Bewohner. Außerdem wechselt er seinen Lebensraum vom Riuwental in das Tullner Feld.

### Dörperkonforme bzw. dörperkontroverse Lieder
Eine zweite mögliche Einteilung der Dörperlieder ist die Klassifizierung in „dörperkonforme“ und „dörperkontroverse“ Lieder.
Dörperkonforme Lieder zeigen den Sänger, also das lyrische Ich, nicht im Gegensatz zu den Dörpern. Der Sänger trägt vielmehr zur Freude und dem sozialen Treiben der Dörper bei. Die dörperkonformen Lieder sind, grob gesehen, den Sommerliedern zuzuordnen.
Dörperkontroverse Lieder hingegen zeigen das lyrische Ich vom Dörpertreiben ausgeschlossen und sind von der Beschreibung der die höfische mâze missachtenden Dörper, welche den Sänger unter allen Umständen von den Dorfschönheiten bzw. dem Tanzplatz fernhalten wollen, bestimmt. Der Sänger wird in diesen Liedern als höfischer Werber dargestellt, was in klarem Gegensatz zu den dörperkonformen Liedern steht, wo dieser meist der Umworbene ist.

#### Friderûn
Eine besondere Untergruppe der dörperkontroversen Lieder besteht aus dem Themenkreis rund um Friderûn und dem Raub mit einhergehender Zerstörung ihres Spiegels durch Engelmâr, der damit den Sänger „aussticht“. Im oben erwähnten Lied c 26 wird dieser Vorfall geschildert:
wie soll ich geparn.

Ich laid von engelmaren.

vngemach

das er Friderûnen

den spigel von der seyten brach

– [c 26, IX, 4-8]

#### Folgen des Spiegelraubs
Eine große Menge an Liedern Neidharts greifen auf das folgenschwere Ereignis des Spiegelraubs zurück. Dem lyrischen Ich, einem höfischen Sänger, wird die umworbene Dörperin Friderûn von einer unhöfischen Figur mit dem Namen Engelmâr (-mâr: Meier), der als „torczscher payer“ [c 26, X, 4] bezeichnet wird, „weggeschnappt“. Auf dieses Ereignis wird durch den „Spiegelraub“ metaphorisch hingewiesen. Allerdings sind die Interpretationsversuche dieses für den fiktiven Sänger Neidhart so prägenden Vorfalls mannigfaltig nicht zuletzt, weil der Sänger die Tat nicht auflöst, aber immer wieder darauf zurückgreift.
Beginnend mit biographischen Auslegungen reichen die Interpretationen der Tat von der Entjungferung der begehrten Person bis hin zum erfolgreichen Vordringen außerhöfischer Kräfte in das Höfische. Dadurch bedingt, dienen sie als Zeichen für die Erfolglosigkeit des höfisch geprägten Minnedienstes und -sangs bzw. für die Zerstörung höfischer Sitten und somit für die Auflösung gefügter, vom fiktiven Sänger unterstützter Ordnungen. Bemerkenswert ist auch, dass der Raub des Spiegels immer mit der Niederlage des Sängers in Verbindung gebracht wird.
Es fällt außerdem auf, dass gerade die Friderûn-Strophen im Stil des Hohen Sangs verfasst sind, was wohl als Verstärkung des Kontrasts Dörper vs. Sänger und damit außerhöfische vs. höfische Welt fungieren sollte.
Die literarischen Folgen sind Auseinandersetzungen mit den Dörpern bzw. das Ende des fröhlichen Lebens des fiktiven Sängers. Immer wieder greift er auf dieses eine Ereignis zurück, um den (fiktiven) Rezipienten den Ursprung seines Unglücks zu erörtern. Die von Freude und Einklang geprägten dörperkonformen Lieder werden von den durch Gewalt und Unzufriedenheit geprägten dörperkontroversen Liedern weitgehend abgelöst.

## Literarische Nachwirkungen
Neidharts Sommer- und Winterlieder beeinflussten sowohl formal als auch inhaltlich zeitgenössische und ihm folgende Sänger.
Durch seine Lieder wurde die Reienstrophe als hoffähige Strophenform konstituiert und auch für andere Liedtypen als Sommerlieder verwendet.
Die Dörperthematik ist in Anlehnung an die Neidhartsche Liedtradition bis ins späte 15. Jahrhundert überliefert.
Eine entscheidende Wirkung auf die Literatur geht von den Schwankliedern aus. In der mhd. Epik wird die dörperliche Welt eindeutig in eine bäuerliche Umgebung gesetzt, was sich auch in der Ersetzung des Worts dörper durch gebûre niederschlägt. Als prominentestes Beispiel für eine Adaptation der dörperlichen Thematik ist wohl Heinrich Wittenwîlers „Ring“ zu nennen.
In den Neidhartspielen wird der Protagonist als Bauernfeind dargestellt. Der Ausgang dieser Spiele ist der Veilchenschwank, dessen Beliebtheit unumstritten ist und sogar bildlich dargestellt wurde. Diese ausgesprochene Beliebtheit führte zur Dramatisierung des Stoffs. Davon erhalten sind:
- Das St. Pauler oder Schwäbische Neidhartspiel
- Das Große (Tiroler) Neidhartspiel
- Das Kleine (Nürnberger) Neidhartspiel
- Das Sterzinger Neidhart-Szenarium
- Das Sterzinger Neidhartspiel

Außerdem muss hier noch das Schwankbuch Neidhart Fuchs erwähnt werden. Diese fiktive Biographie – eine Schalksvita – wurde seit dem Ende des 15. Jh. in mehreren Drucken verbreitet. Diese selbstständigen Episoden wurden meist mit Holzschnitten versehen. Das Schwankbuch basiert auf dem spätmittelalterlichen Bild des Bauernfeinds Neidhart und folgt dem konstitutiven Gegensatz zwischen Hof und Dorf bzw. Ritter und Bauer.
Wichtig ist, dass die dörperliche Dichtung nicht für bäuerliche, sondern für höfische Rezipienten verfasst wurde, die den Minnesang kannten und den Inhalt als humoristisch und gesellschaftskritisch erkennen konnten.